# Alejandro Galindo Valencia
Alejandro Galindo Valencia (El Puerto de Santa María, Cádiz, 9 de agosto de 1995) más conocido como Ale Galindo, es un futbolista español que juega de centrocampista en el Club de Fútbol Fuenlabrada de la Primera Federación.

## Trayectoria
Su carrera deportiva comenzó en la cantera del Cádiz CF y en la temporada 2012-13 formaría parte de la plantilla de su filial de la Tercera División de España con apenas 17 años. Tras dos temporadas formando parte del Cádiz Club de Fútbol Mirandilla, en la temporada 2014-15 llega a la primera plantilla del Cádiz CF de la Segunda División B de España.
El 30 de enero de 2015, firma por el Sevilla FC para reforzar al Sevilla Fútbol Club "C" de la Tercera División de España, donde jugó durante temporada y media.
El 17 de julio de 2016, firma por el San Fernando CD de la Segunda División B de España, donde jugó durante dos temporadas. 
El 22 de julio de 2018, firma por la UD Sanse de la Segunda División B de España, donde jugó durante dos temporadas.
El 30 de julio de 2020, refuerza al CF Badalona de la Segunda División B de España.
El 17 de julio de 2021, firma por el UE Costa Brava de la Primera Federación, con el que disputó 37 encuentros, realizando dos tantos.
El 3 de julio de 2022, firma por el Real Murcia Club de Fútbol de la Primera Federación por una temporada.
El 24 de agosto de 2023, firma por el Club de Fútbol Fuenlabrada de la Primera Federación.

## Clubes
| Club                            | País   | Año       |
| ------------------------------- | ------ | --------- |
| Cádiz Club de Fútbol Mirandilla | España | 2012-2014 |
| Cádiz Club de Fútbol            | España | 2014-2015 |
| Sevilla Fútbol Club "C"         | España | 2015-2016 |
| San Fernando CD                 | España | 2016-2018 |
| UD Sanse                        | España | 2018-2020 |
| CF Badalona                     | España | 2020-2021 |
| UE Costa Brava                  | España | 2021-2022 |
| Real Murcia Club de Fútbol      | España | 2022-2023 |
| Club de Fútbol Fuenlabrada      | España | 2023-act. |